# Rijeka Crnojevića

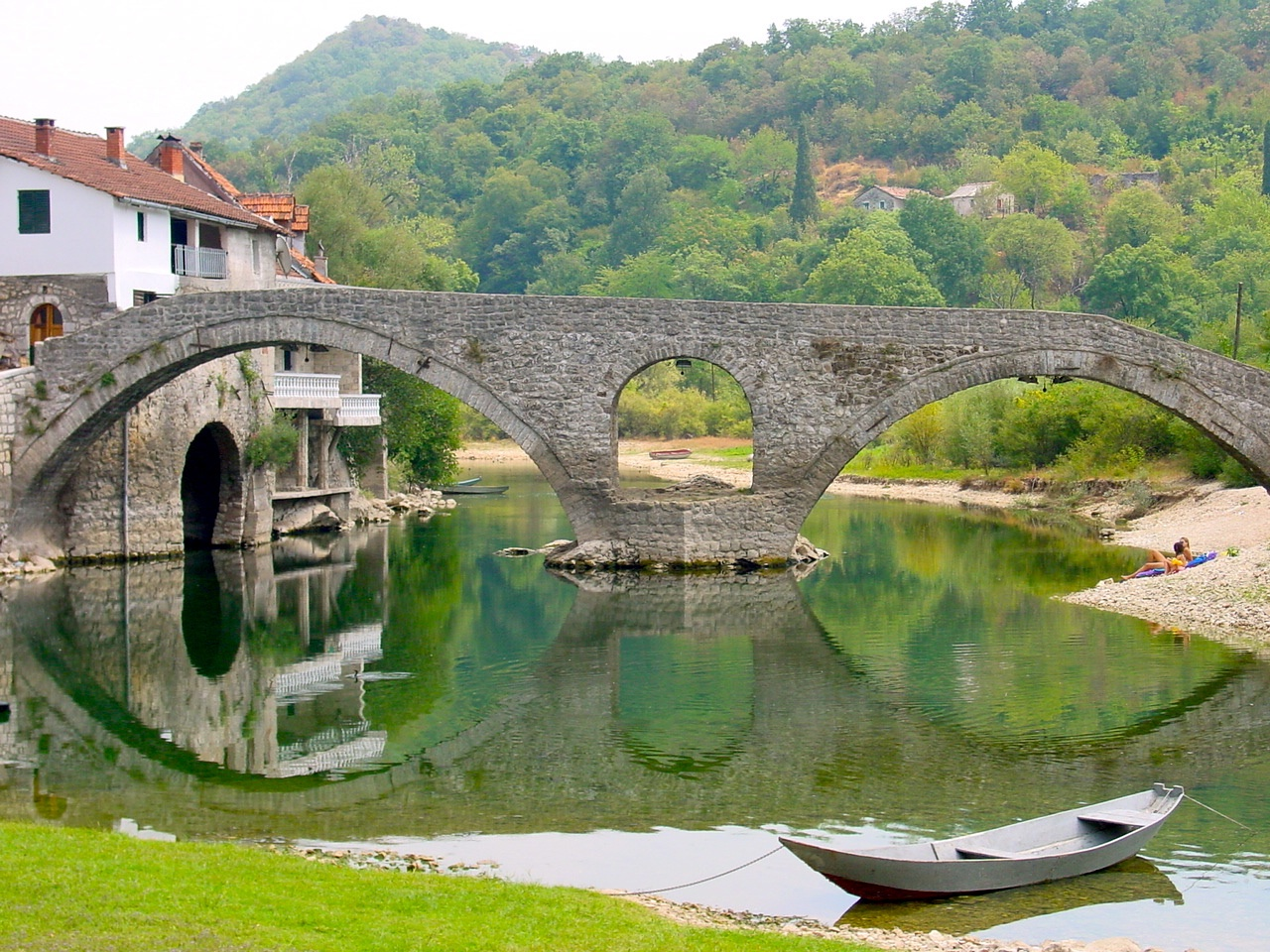
Rijeka Crnojevića

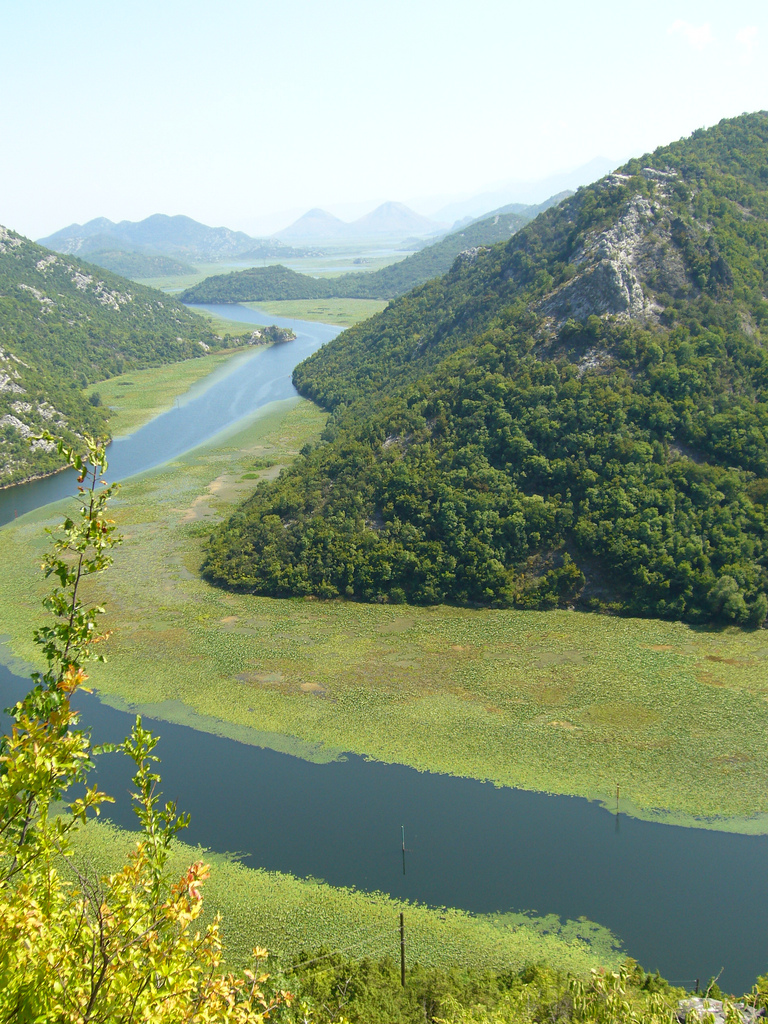
Floden Crnojevic och östra sidan av Pavlova Strana

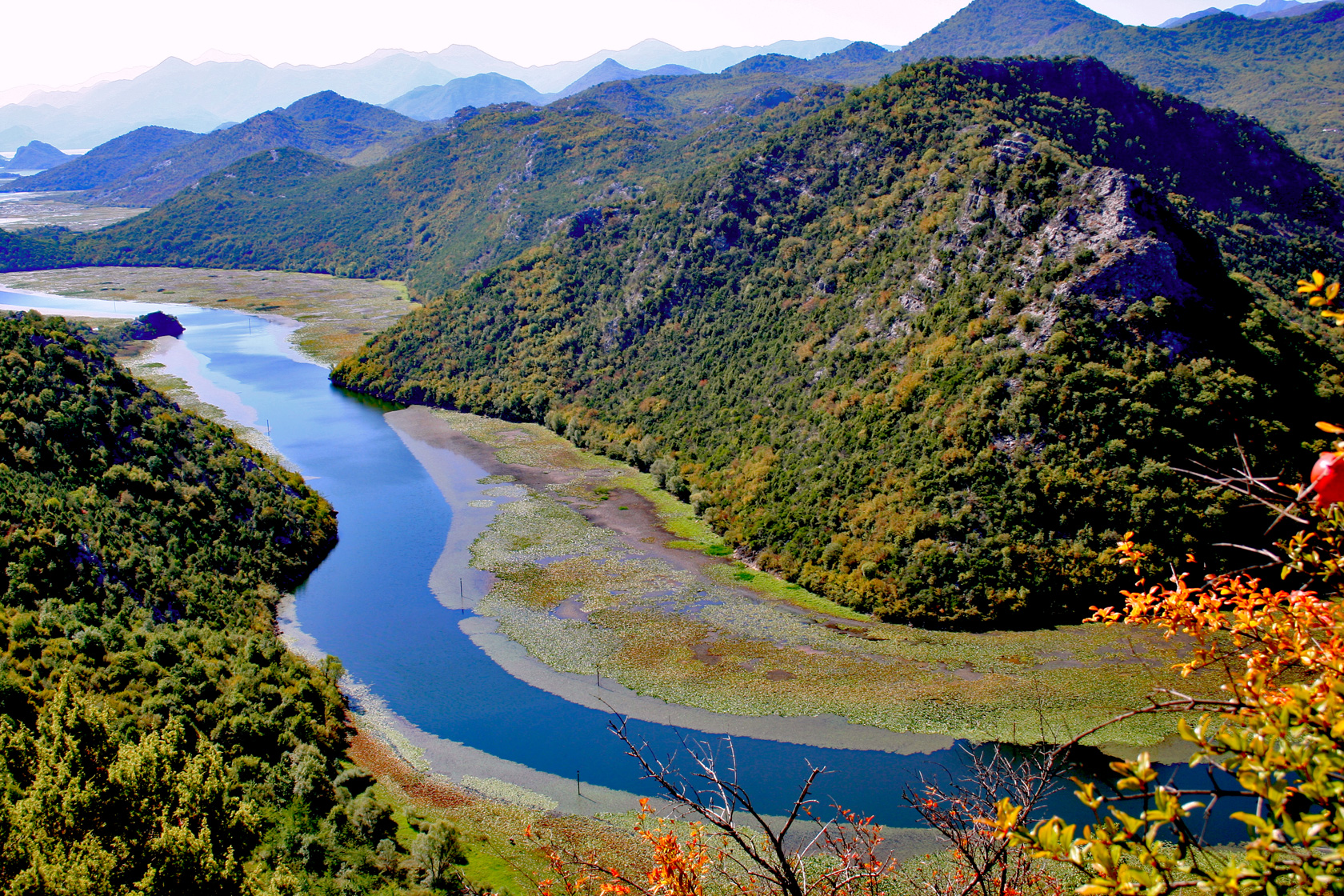
Pavlova Strana under hösttid

Rijeka Crnojevića (serbiska: Црнојевића Ријека) är en by i Cetinje, Montenegro. Floden Crnojevic rinner igenom centrala Rijeka Crnojevića. 2003 hade byn 229 invånare.
Rijeka Crnojevića är en avfolkningsbygd; antalet invånare har minskat kraftigt sedan 1961 då orten hade 804 invånare till 484 år 2003. I centrum bor det bara 229 invånare.

## Geografi och natur
Rijeka Crnojevića ligger en kuperad terräng, liksom större delen av Montenegro. Lägsta punkten i orten är nere vid floden, bara fyra–fem meter över havet. Byns periferi breder dock ut sig upp mot höjderna och kan nå så högt som 700 meter över havet. Närmaste större ort är Cetinje som ligger omkring åtta kilometer från centrum. Podgorica, huvudstaden, ligger cirka tjugo kilometer från ortens centrum. Andra mindre orter nära Rijeka Crnojevića är Virpazar, Mracelji, Petrovici, Gornja Brova, Arbanasi, Rijecki Grad och Sindon. Pavlova Strana är ett cirka 300 meter högt berg som ligger intill floden, öst om byn. De första 40-80 metrarna inåt land består av sumpmark innan stigningen börjar. Några vinodlingar är synliga längs kullsluttningarna.
I floden, Crnojevićasjön och Shkodrasjön  finns det förutom fisk och skaldjur, många grodor och vattenormar.

### Fiske
Floden är populär att fiska i. I synnerhet fiskar man skaldjur. En bit utanför ortens centrum finns en liten sjö, där det också fiskas mycket.
Fisket utgör också en del av ortens ekonomi. En bit ifrån Rijeka Crnojevića finns en större fiskfabrik. Längs slutet av floden och vid sjön ligger ett flertal fiskebåtar och många fiskfabriker, i synnerhet nära Shkodrasjön .

## Historia
En gång i tiden var Rijeka Crnojevića en mycket viktig ort och ett av de större och viktigare affärscentren i området.
Rijeka Crnojevića och floden Crnojevića har fått sitt namn efter Ivan Crnojević, som för länge sedan, under slutet av 1400-talet härskade över Montenegro. Crnojević flydde från de turkiska styrkorna och flyttade sina egendomar till Rijeka Crnojevića, därav namnet. Hans trupper samlades sedan i Cetinje, varpå Cetinje för en tid blev en viktig huvudstad i Montenegro.
På den här tiden var Rijeka Crnojevica en samlingsplats för hantverkare och affärsmän från olika religioner. En av de viktigaste produkterna var torkad ukljeva (en endemisk fisk).

## Arkitektur
Det finns många gamla stenbroar i Rijeka Crnojevića. 1853 byggdes en stenbro över floden av Kung Danilo. Bron står kvar än idag och har blivit lite av en symbol för byn. Många byggnader från 1600- och 1700-talen står fortfarande kvar. De flesta av husen är dock byggda under 1800-talet, och byggda av sten.
Nära omkring orten ligger en del övergivna fort, som numera inte har något annat syfte än att locka besökare.

## Kommunikationer
Podgoricas flygplats är den närmaste större flygplatsen; den ligger 19 kilometer ifrån centrum. I allmänhet är det svårt att ta sig till staden och endast en smal enfilig bilväg leder till Rijeka Crnojevića. Sträckan Podgorica–Cetinje–Budva trafikeras av bussar.